# De exorcismis et supplicationibus quibusdam
De exorcismis et supplicationibus quibusdam è un documento di 84 pagine della chiesa cattolica che descrive il rito dell'esorcismo. Rivisto il 26 gennaio 1998 e promulgato tramite decreto della Congregazione per il Culto Divino e la Disciplina dei Sacramenti il 22 novembre 1998, è stato l'ultimo libro liturgico a essere oggetto di revisione dal concilio Vaticano II (1962-65). Prima della sua stesura, era in uso il Rituale tridentino del 1614. Sebbene il documento fosse stato originariamente pubblicato in latino, ne esistono versioni disponibili anche in altre lingue.
Seguendo una tendenza cattolica tipica del pontificato di Leone XIII nel diciannovesimo secolo, ossia di avvicinarsi con i piedi di piombo ai casi di presunta possessione, nel nuovo testo compare un avvertimento a non confondere i sintomi di una malattia mentale e quelli di una possessione demoniaca, per non ledere né la persona da sottoporre alla pratica esorcizzante né l'immagine della Chiesa. Lo stesso pontefice riprese con decisione il culto di san Michele Arcangelo e trascrisse il più importante esorcismo di cui la Chiesa dispone.
Vengono inoltre rimosse alcune descrizioni di Satana, considerate inconsistenti con la dottrina ecclesiastica, soffermandosi a indicare semplicemente il diavolo come uno "spirito senza forma, colore e odore". Sebbene possa manifestarsi sotto diverse forme, l'esistenza di Satana rimane quella di un angelo, ribelle a Dio, ma della sostanza, lo spirito, di cui sono tutti gli angeli. È quindi una sostanza reale di carattere metafisico o spirituale senza attributi fisici, che acquisisce a seconda della forma che sceglie di assumere: un corpo umano che gli è permesso di inabitare, un animale mosso dall'esterno o materializzato dal nulla. Secondo il tomismo e l'angelologia tradizionale, gli angeli sono incorporei, possono apparire senza essere un corpo umano o animale.
De exorcismis et supplicationibus quibusdam viene utilizzato per specifici esorcismi, eseguiti solo sotto espresso permesso del vescovo. Il testo viene recitato da un prete in una cerimonia formale. Per gli esorcismi di minore entità, sono usate anche altre forme del rituale, tra le quali la preghiera a San Michele di papa Leone XIII.